# Philippe Carré (professeur)
 (juillet 2025).
Motif : Notoriété non démontrée : une source primaire, et une source émanant d'une entité dirigée par l'intéressé.
- Archive Wikiwix
- Bing
- Cairn
- DuckDuckGo
- E. Universalis
- Gallica
- Google
- G. Books
- G. News
- G. Scholar
- Persée
- Qwant
- (zh) Baidu
- (ru) Yandex
- (wd) trouver des œuvres sur Wikidata

| 1. | Préciser le motif de la pose du bandeau. | Précisez le motif de la pose du bandeau en utilisant la syntaxe suivante : {{admissibilité à vérifier\|date=juillet 2025\|motif=remplacez ce texte par le motif}}                                |
| 2. | Informer les utilisateurs concernés.     | Pensez à avertir le créateur de l'article, par exemple, en insérant le code ci-dessous sur sa page de discussion : {{subst:avertissement admissibilité à vérifier\|Philippe Carré (professeur)}} |

Pour les articles homonymes, voir Philippe Carré et Carré (homonymie).
Philippe Carré, né le 28 juillet 1952 , est un universitaire français, professeur des universités en sciences de l'éducation à l'Université Paris-Nanterre et responsable de l'équipe « Apprenance et formation des adultes » au Cref (Centre de recherche éducation formation) dans cette université.

## Parcours
Philippe Carré obtient un doctorat en sciences de l'éducation de l'Université Paris-Descartes, ainsi qu'une habilitation à diriger des recherches de l'Université de Tours en 1992.
Philippe Carré a exercé entre 1994 et 1999 la fonction de professeur associé à l'Université des sciences et technologies de Lille (Institut Cueep). Il est nommé professeur des universités à l'université Paris-Nanterre en 1999, où il devient codirecteur du département des sciences de l'éducation, puis directeur du laboratoire Cref (EA1589).
Philippe Carré a occupé des fonctions de formation et de conseil dans diverses institutions privées et structures associatives, tout en poursuivant son parcours de chercheur scientifique.
Il est notamment président d'Interface Recherche et directeur de publication de la revue Savoirs. Ses travaux, interventions et publications, portent sur les trois thématiques de l'ingénierie pédagogique : de l'autoformation et de la motivation à l'engagement en formation d'adultes. Il s'attache aujourd'hui également à défricher la notion d'« apprenance » comme illustration des transformations du rapport au savoir dans le cadre de la société de l'information.
Philippe Carré est l'un des deux premiers Français avec son collègue Olivier Las Vergnas à avoir été intégrés (en 2018) au sein du « Temple international de la renommée de l'éducation des adultes et de la formation continue » (International Adult and Continuing Education Hall of Fame) situé à Oklahoma City aux États-Unis.

## Citations
"On apprend toujours seul, mais jamais sans les autres"

## Publications
- Atout Senior (en coll. avec S. Collette, O. Charbonnier, C. Batal, Dunod 2009)
- Traité de psychologie de la motivation (direction d'ouvrage en coll. avec F. Fenouillet, Dunod 2009)
- L'Apprenance, vers un nouveau rapport au savoir (Dunod, 2005)
- Traité des sciences et techniques de la formation (direction d'ouvrage en coll. avec P. Caspar, Dunod, 2e éd. 2004)
- Les apprentissages professionnels informels (direction d'ouvrage en coll. avec O. Charbonnier, L'Harmattan, 2003)
- La Formation autodirigée (direction d'ouvrage en coll. avec A. Moisan, L'Harmattan, 2002)
- Les Ateliers de pédagogie personnalisée (direction d'ouvrage en coll. avec M. Tétart, L'Harmattan, 2002)
- De la motivation à la formation (direction d'ouvrage, L'Harmattan, 2001)
- L'Autoformation : psychopédagogie, ingénierie, sociologie (en coll. avec A. Moisan et D. Poisson, PUF, 1997)
- Les Ateliers de pédagogie personnalisée ou l'autoformation accompagnée en actes,  (ISBN 2747535797)
- L'Autoformation dans l'entreprise,  (ISBN 2726601057)
- Organiser l'apprentissage des langues étrangères. La formation linguistique professionnelle,  (ISBN 2708112635)
- Pourquoi se forme-t-on ?, Éduquer et former, Sciences humaines
- Apprendre par soi-même aujourd’hui. Les nouvelles modalités de l'autoformation dans la société digitale (sous la direction de Marc Nagels et Philippe Carré, Éditions des Archives contemporaines, 2016)